# U-74号潜艇 (1940年)
U-74号（德語：U 74）是纳粹德国战争海军建造的二十四艘VII-B型潜艇（或称U艇）之一。它由不来梅的费格扎克船厂承建，于1940年8月31日下水，至同年10月31日交付使用。第二次世界大战期间，该艇曾执行过七次巡逻作战，共击沉5艘、击伤2艘同盟国或中立国舰船，累积总吨位为37,144吨。1942年5月2日，U-74号在卡塔赫纳东南偏东的地中海遭英国驱逐舰威沙特号和摔跤手号以深水炸弹击沉，艇内47名官兵全数阵亡。

## 设计
由于原有VII-A型潜艇的燃料容量有限而导致航程不足，战争海军于1936年又设计建造了24艘VII-B型潜艇作为改进版。为了提高操纵性和转向性能，他们在两副螺旋桨后部设计了两片舵，并增大舵面面积。VII-B型艇的内部空间更大，因此可在外部鞍状水舱内多装载33吨燃油。这种燃料舱是“自动加注”的——当柴油不断被消耗时，海水也不断进入该水舱以补偿浮力。艇艏和艇艉还设有纵倾平衡水舱，通过调整两端水量来防止潜艇在水下可能产生的纵倾和横摇。作为VII-B型艇，U-74号的全长增加了两米，达到66.50米，舷宽6.20米、高9.5米，并有4.74米的吃水深度，水上和水下排水量分别为753吨和857吨。该艇采用双轴设计，具有两副直径为1.23米的三叶螺旋桨。动力由两台曼恩生产的M6V 40/46型六缸四冲程1,400匹公制馬力（1,000千瓦特）涡轮增压柴油机用于水面运行，以及两台布朗-博韦里提供的GG UB 720/8型375匹公制馬力（280千瓦特）双作用电动发电机用于水下航行；水面最高航速17.9節（33.2每小時），水下8節（15每小時）；能够在水面以10節（19每小時）航速续航8,700海里（16,100），或以4節（7.4每小時）连续在水下航行90海里（170）而无需充电。
武器装备方面，U-74号装备有五具内置式鱼雷发射管——艇艏四具、艇艉一具。相较于VII-A型艇，其艇艉的鱼雷发射管设计在耐压壳体内部、两片舵之间，鱼雷可以由此向外发射。在轮机舱甲板下方还配备了用于艇艉的鱼雷装填系统，耐压壳体与甲板室之间一前一后还设计有外置鱼雷贮存装置，因此U-74号的鱼雷储备和发射能力也得以提升，可携带14枚G7型鱼雷或最多26枚TMA型水雷（TMB型则为39枚）。此外，该艇还搭载有一门配备220发弹药的88毫米35式速射炮以及一门配备1,195发弹药20毫米30式高射炮作为甲板炮。其标准船员编制为4名军官及40－56名水兵。

## 历史
1938年6月2日，海军造舰局根据《英德海军协定》的要求，正式将四艘VII-B型潜艇（U-73至U-76号）的建造合同发包予不来梅的伏尔铿费格扎克船厂。其中U-74号于次年11月5日开始铺设龙骨，建造序列为2号。经过近九个月的建造，它于1940年8月31日下水，至同年10月31日在前U-8号艇长、海军上尉埃特尔-弗里德里希·肯特拉特的指挥下交付使用。完成海试后，该艇加入第7潜艇区舰队，先是在基尔进行战备训练，然后于1941年2月移驻圣纳泽尔基地担任前线艇。自同年12月1日起，U-74号又换编至驻拉斯佩齐亚的第29潜艇区舰队服役，直到1942年5月2日被击沉。
第二次世界大战期间，U-74号曾执行过七次巡逻和三次狼群作战，共击沉5艘、击伤2艘同盟国或中立国舰船，累积总吨位为37,144吨。

### 第一次巡逻
肯特拉特指挥了U-74号的前六次巡逻。他于1941年2月22日率艇从基尔出发执行首次任务，并在穿过威廉皇帝运河、经停黑尔戈兰岛进行单艇训练后，于2月27日抵达卑尔根补充燃料和装备。该艇于3月5日10:00离开卑尔根，前往北海海峡西北部和爱尔兰岛西部的北大西洋游弋。3月11日上午，肯特拉特取得首个战功，于08:00在韦斯特曼纳埃亚尔东南约192海里（356）处用三发20毫米炮袭击了冰岛拖网渔船弗罗迪号（Frodi）。后者尽管被火炮严重损坏，但仍可第二天抵达韦斯特曼纳埃亚尔，并最终回到雷克雅未克。4月3日05:00和05:01，U-74号又向SC-26号护航船队发射了两枚鱼雷，并观察到两次爆炸，十分钟后一艘船消失。肯特拉特报告称有两艘船沉没，但可能是两枚鱼雷都击中了希腊货船列奥尼达斯·Z·坎巴尼斯号（Leonidas Z. Cambanis）。不久之后，船队的护航舰之一、英国武装商船巡洋舰伍斯特郡号（HMS Worcestershire）于05:39也被U-74号发射的第一枚鱼雷击中，继而于三分钟后被第二枚水面鱼雷击中舰桥下方。肯特拉特在射出最后一枚鱼雷后，只能目睹该船停顿了两个小时，然后在驱逐舰飓风号的护送下继续驶向利物浦。经过为期三十八天、水面行程5,400海里（10,000）、水下行程193海里（357）的航行后，U-74号于4月11日18:00抵达德占法国的洛里昂。

### 第二次巡逻
在第二次巡逻中，U-74号于5月8日16:00离开圣纳泽尔，前往法韦尔角东南部和比斯开湾西部的北大西洋游弋，至当月30日返抵洛里昂。在这次为期二十三天、水面5,000海里（9,300）、水下140海里（260）的航行中，肯特拉特没有击沉或击伤任何舰船。从5月13日至22日，该艇曾加入“西方狼群”作战，试图以集群方式袭击盟军护航船队。但当U-74号于5月21日准备袭击HX-126号护航船队时，却遭到对方护航舰——英国护卫舰马鞭草号和美国驱逐舰奥利克号的驱赶和追击。两舰交替使用约125枚舰炮和深水炸弹发动猛烈攻势，直到弹药耗尽、声纳失去联系，肯特拉特才得以逃脱。

#### 参与俾斯麦号终战
5月24日，德国战列舰俾斯麦号和重巡洋舰欧根亲王号击沉英国战列舰胡德号，并击伤了随行的威尔士亲王号，从而引发英国人为期三天、涉及近百艘军舰的追击行动。聚集的舰艇是一个极具吸引力的目标；肯特拉特受命攻击这一地区的英军。26日夜晚，U-74号潜入水中监听，却发现了另一艘U艇。5月27日黎明时分，肯特拉特浮出水面；由海军上尉赫伯特·沃尔法特指挥的另一艘潜艇U-556号也随之出现。此前，德国舰队总司令、海军上将京特·吕特晏斯要求U艇总司令卡尔·邓尼茨提供一艘潜艇来找回俾斯麦号的作战日志。邓尼茨已将命令下达给沃尔法特，但U-556号当时的鱼雷已消耗殆尽，燃料也所剩无几。沃尔法斯遂用扩音器将命令传达给肯特拉特。肯特拉特接受了命令，并继续向俾斯麦号最后已知的位置进发。
与此同时，俾斯麦号在敌方战列舰罗德尼号、乔治五世国王号、重巡洋舰诺福克号和多塞特郡号的炮火下瘫痪。船员们很清楚已无生还的可能。10:36，U-74号听到了沉没的声音，但肯特拉特无法确定那是俾斯麦号或是英舰。他升上潜望镜深度，发现战列舰和巡洋舰就在正前方。该艇试图进入攻击阵位，但由于天气恶劣，海浪太高，无法保持潜望镜深度或发射鱼雷，只能看见漂浮的飞机残骸和黄色救生衣。英舰离开后，肯特拉特才从成吨的碎片和尸横遍野中浮出水面。U-74号搜寻了整日，但没有找到一个活人。直到当天傍晚，他们才发现一具木筏，上面载有三名水兵：格奥尔格·赫尔佐格，奥托·亨奇和赫伯特·曼泰正挣扎求生。三人跳进汹涌的大海，漂向潜艇。尽管其中一人不会游泳，但三人都被救起，惟随后的飞机警报迫使船员加速行动，导致部分失去知觉的幸存者在潜艇紧急下潜时几乎被抛出舱口。
U-74号次日又搜寻了一天，但发现再无生还者，然后它接到了立即返回洛里昂的命令。在返航途中，三名获救水兵逐渐从灾难的震惊中恢复过来，他们能够首次陈述俾斯麦号的终战和自己的遭遇，这些陈述被一名船员迅速记录下来。5月30日，即将抵达基地的U-74号在贝勒岛西南约45海里（83）的比斯开湾又遭到英国潜艇海狮号的袭击。甲板值班人员的快速反应使该艇避开了六枚鱼雷，并在没有进一步损坏的情况下驶入港口。抵达洛里昂后，幸存者受到西线集团军代表的接见，并立即被带往巴黎。

### 第三次巡逻
7月5日14:15，U-74号从洛里昂出发执行第三次巡逻，前往西班牙西部及北大西洋游弋。经过为期三十九天、水面6,200海里（11,500）、水下211海里（391）的航行，该艇于8月12日11:30抵达圣纳泽尔。8月5日05:40，肯特拉特曾在爱尔兰以西海域向SL-81号护航船队发射了两枚分散的鱼雷，紧接着又于05:41和05:42分别发射了三枚鱼雷。潜艇观察到第二枚鱼雷击中了船舯部，并在下潜后听到三次爆炸声。肯特拉特报告称有一艘船被击沉，另外三艘船受损，但实际只有英国货船库马西恩号（Kumasian）被击中并沉没，成为U-74号是次巡逻仅有的收获。

### 第四次巡逻
肯特拉特率领U-74号于9月8日17:30离开圣纳泽尔，前往北大西洋和法韦尔角东南部开展第四次巡逻。从9月15日至20日，该艇曾加入“勃兰登堡狼群”作战，意图袭击从纽芬兰岛驶往冰岛的SC-44号护航船队。9月19日06:03分，肯特拉特在法韦尔角以东约120海里（220）向该船队发射了四枚艇艏鱼雷和一枚艇艉鱼雷，并观察到两艘船各有两枚命中。其中第一艘船立即沉没，另一艘船也在发出求救信号后的一分钟内沉没。然而，盟军的报告只证实了第19护航组的加拿大护卫舰莱维号被击中，它失去了舰艏并被船员遗弃。两个小时后，该舰被英国护卫舰五月花号拖走，延至19:10向右舷倾覆并沉没。次日01:13，U-74号在法韦尔角以东再向SC-44号船队发射了四枚鱼雷。肯特拉报告称，第一艘船受到两次命中，第二艘船被击中一次，后者随即沉没。第四枚鱼雷击中了第三艘船但哑火。然而，实际也只有英国货轮帝国伯顿号被击中并沉没。经过为期十九天、水面行程3,700海里（6,900）、水下行程62海里（115）的航行，U-74号于9月26日16:45返抵圣纳泽尔。随后，该艇于10月20日参加了在比斯开湾的深水炸弹测试。

### 第五次巡逻
U-74号的第五次巡逻于10月22日16:00从圣纳泽尔出发，前往北大西洋和纽芬兰岛附近游弋。从11月1日至6日，它曾加入“强盗骑士狼群”作战，但一无所获。经过为期二十二天、水面5,000海里、水下67海里（124）的航行，该艇于11月12日11:30回到圣纳泽尔，期间仅击沉1艘商船。受害者是无护航的英国货轮诺丁汉号（Nottingham），它在处女航中试图撞击U-74号，却于11月7日22:34在距法韦尔角东南约550海里（1,020）处被潜艇的鱼雷击中船艉。22:50，该船因停船而未遭另外两枚鱼雷命中，但于22:59受到肯特拉特射出的致命一击后沉没。

### 后续巡逻
在此后的两次巡逻中，U-74号未能再取得任何战功。其中的第六次巡逻是转运之旅，因换编至第29潜艇区舰队，该艇便于12月9日09:00离开圣纳泽尔，前往轴心国意大利的拉斯佩齐亚基地。继12月16日成功穿越直布罗陀海峡后，他们开始在地中海西部、埃及和昔兰尼加海岸附近游弋。12月24日，U-74号因排气阀和离合器故障而停靠墨西拿，待修复完毕后再继续巡逻。经过为期三十天的航行，该艇于1942年1月8日13:10抵达拉斯佩齐亚。
曾执掌U-5号潜艇的海军中尉卡尔·弗里德里希于1942年3月24日接替肯特拉特担任U-74号艇长。他于4月23日14:15率艇从拉斯佩齐亚出发，前往卡塔赫纳以东水域执行第七次巡逻，奉命对地中海西端的盟军航空母舰发起攻击。5月1日下午，友艇U-573号在一次空袭中严重受损并呼救。U-74号遂离开其作战区域前往协助，却在途中遭到英国皇家空军第233中队一架哈德遜式轟炸機的攻击。后者投掷了四枚250英磅（110）的深水炸弹，在潜艇紧急下潜后约13秒，有两颗在漩涡前方爆炸，并未造成损伤。 当晚22:22，U-74号在阿尔梅里亚东南约30海里（56）处又遭到英国潜艇无损号发射的三枚鱼雷攻击，但同样毫发无损。由于夜间未能与遇险的己方潜艇取得联系，弗里德里希于次日早晨独力抵达中立国西班牙的卡塔赫纳港。
5月2日07:40，意大利潜艇拉扎罗·莫琴尼戈号最后一次看到U-74号，并在37°03′N 00°15′E / 37.050°N 0.250°E处与其交换了识别信号。德国潜艇于10:52发出最后一次无线电消息，从此杳无音讯。此时，U-74号正伙同U-375号在搜寻前一天在空袭中受损的U-573号，但后者在中午左右也抵达了卡塔赫纳。14:12，U-375号在卡塔纳赫以东约55海里（102）处遭到英国第202中队一架卡特琳娜水上飞机的轰炸，其目击报告促使英国驱逐舰威沙特号和摔跤手号赶赴现场。16:52，威沙特号在37°12′N 00°01′E / 37.200°N 0.017°E的位置获得了可靠的声纳接触，两艘驱逐舰遂进行了八次攻击，直到18:49失去接触。威沙特号在四次攻击中共投掷了39枚深水炸弹，而摔跤手号则是两次使用刺蝟砲，两次投掷深水炸弹、每次14枚。刺蝟砲的两次攻击后都能听到爆炸声，第六次攻击后大约两分钟内还能看到气泡。驱逐舰继续对该地区展开搜索，直到威沙特号于22:30对距离最初攻击地点约7海里（13）的一个可靠接触点再实施了两次深水炸弹攻击。不久之后，在攻击的上风处漂起了一大片稀薄的油污。最后两次攻击的目标是U-375号，它毫发无损地逃脱了，但驱逐舰在下午的猛烈深水炸弹攻击肯定对U-74号造成了致命伤害，使该艇在卡塔赫纳东南偏东约50海里（93）处沉没，艇内47名官兵全数阵亡。

## 袭击历史摘要
| 日期          | 船名                    | 船籍         | 吨位   | 结局 |
| ------------- | ----------------------- | ------------ | ------ | ---- |
| 1941年3月11日 | 弗罗迪号                | 冰島         | 123    | 击伤 |
| 1941年4月3日  | 伍斯特郡号              | 英國皇家海軍 | 11,402 | 击伤 |
| 1941年4月3日  | 列奥尼达斯·Z·坎巴尼斯号 | 希腊         | 4,274  | 击沉 |
| 1941年8月5日  | 库马西恩号              | 英国         | 4,922  | 击沉 |
| 1941年9月19日 | 莱维号                  | 加拿大海軍   | 925    | 击沉 |
| 1941年9月20日 | 帝国伯顿号              | 英国         | 6,966  | 击沉 |
| 1941年11月7日 | 诺丁汉号                | 英国         | 8,532  | 击沉 |

## 脚注
1. 1 2  加洛普，第72頁.
2. ↑  威廉生，第10頁.
3. 1 2  Gröner 1991，第43–44頁.
4. 1 2 3 4  . U-Boot-Archiv.   [2024-06-18]. （原始内容存档于2024-07-18）.
5. ↑  Helgason, Guðmundur. . German U-boats of WWII - uboat.net.   [2024-06-18]. （原始内容存档于2021-10-25）.
6. 1 2  Helgason, Guðmundur. . German U-boats of WWII - uboat.net.   [2024-06-18]. （原始内容存档于2023-01-30）.
7. ↑  Helgason, Guðmundur. . German U-boats of WWII - uboat.net.   [2024-06-18]. （原始内容存档于2020-08-14）.
8. ↑  Helgason, Guðmundur. . German U-boats of WWII - uboat.net.   [2024-06-18]. （原始内容存档于2020-10-22）.
9. ↑  Helgason, Guðmundur. . German U-boats of WWII - uboat.net.   [2024-06-18]. （原始内容存档于2020-09-18）.
10. ↑  Helgason, Guðmundur. . German U-boats of WWII - uboat.net.   [2024-06-18]. （原始内容存档于2022-01-19）.
11. ↑  Rohwer，第62頁.
12. ↑  Helgason, Guðmundur. . German U-boats of WWII - uboat.net.   [2024-06-18]. （原始内容存档于2022-01-18）.
13. 1 2 3  Helgason, Guðmundur. . German U-boats of WWII - uboat.net.   [2010-01-08]. （原始内容存档于2020-08-03）.
14. ↑  Hirschfeld，第82頁.
15. ↑  Helgason, Guðmundur. . German U-boats of WWII - uboat.net.   [2024-06-18]. （原始内容存档于2022-01-18）.
16. ↑  Helgason, Guðmundur. . German U-boats of WWII - uboat.net.   [2024-06-18]. （原始内容存档于2020-10-27）.
17. ↑  Helgason, Guðmundur. . German U-boats of WWII - uboat.net.   [2024-06-18]. （原始内容存档于2022-01-18）.
18. ↑  Helgason, Guðmundur. . German U-boats of WWII - uboat.net.   [2024-06-18]. （原始内容存档于2020-10-30）.
19. ↑  Helgason, Guðmundur. . German U-boats of WWII - uboat.net.   [2024-06-18]. （原始内容存档于2020-09-18）.
20. ↑  Helgason, Guðmundur. . German U-boats of WWII - uboat.net.   [2024-06-18]. （原始内容存档于2022-01-19）.
21. ↑  Helgason, Guðmundur. . German U-boats of WWII - uboat.net.   [2024-06-18]. （原始内容存档于2020-08-10）.
22. 1 2  Helgason, Guðmundur. . German U-boats of WWII - uboat.net.   [2024-06-18]. （原始内容存档于2023-06-01）.